# Pitohui des rochers
Colluricincla woodwardi
Espèce
Statut de conservation UICN

 LC  : Préoccupation mineure
Le Pitohui des rochers (Colluricincla woodwardi) est une espèce de passereaux de la famille des Pachycephalidae.

## Répartition
Il est endémique d'Australie.